# 有莘氏
有莘氏，又稱有莘國、有辛、有侁，是夏至商間的一个姒姓部落，其範圍在今山东省曹县西北。
商朝开国之君商汤娶有莘氏之女为妻。周文王娶有莘氏之女太姒为妻，居住在今陕西省合阳县东南。和夏同姓，皆为姒姓部族。

## 人物
- 伊尹，出生於有莘國空桑澗，夏末商初的政治家，商朝的阿衡 （前1649年出生－前1549年）。